# رود برونئی
رود برونئی (مالایی: Sungai Brunei) یک رودخانه در استان برونئی-موآرا کشور برونئی است.